# Autocesta A3
Die Autocesta A3 (kroatisch für ,Autobahn A3‘), auch Posavska autocesta genannt, ist mit einer Länge von rund 306,4 km die zweitlängste Autobahn Kroatiens und die längste in West-Ost-Richtung.
Auf der A3 verlaufen mehr Europastraßen als auf allen anderen Autobahnen Kroatiens. Darunter vertreten sind die E65 und die E71 zwischen den Knoten Lučko und Ivanja Reka. Die E70 verläuft auf der gesamten Strecke der A3 und die E73 verläuft vom Knoten Sredanci bis nach Velika Kopanica. Die A3 führt in der Ebene der Save von Bregana an der slowenischen Grenze über Zagreb nach Lipovac an der serbischen Grenze und ist damit die derzeit einzige durchgehende fertiggestellte Transitautobahn Kroatiens. Die Autobahn ist Teil des transeuropäischen TEN-Korridors 10. Sie ist im Besitz der staatlichen Autobahngesellschaft Hrvatske autoceste d.o.o. (HAC).
Auf einem Großteil der A3 ist verpflichtend eine Mautgebühr zu bezahlen. Für den Grenzübertritt von oder nach Slowenien zahlt man eine eigene Gebühr. Die eigentliche Mautstrecke verläuft von Ježevo bis Lipovac. Bis 2015 war auch die Anschlussstelle Rugvica mautpflichtig. Die damalige Mautstelle musste aber aufgrund der Erweiterung des Knotens Ivanja Reka um 10 km weiter nach Osten verlegt werden.

## Lage im Autobahnnetz
| Die A3 hat Verbindung zu folgenden anderen Autobahnen: |  |                                              |
| Weiterführung in Slowenien                             |  | Grenzübergang Obrežje (SLO) – Bregana (HR)   |
| Zagorska autocesta                                     |  | Kreuz Zagreb zapad / Jankomir (4)            |
| Dalmatinska autocesta                                  |  | Kreuz Zagreb jug / Lučko (5)                 |
| Sisačka autocesta                                      |  | Kreuz Zagreb center / Jakuševec (7)          |
| Varaždinska autocesta                                  |  | Kreuz Zagreb istok / Ivanja Reka (9)         |
| Slavonska autocesta                                    |  | Kreuz Sredanci (24)                          |
| Weiterführung in Serbien                               |  | Grenzübergang Bajakovo (HR) – Batrovci (SRB) |

## Geschichte

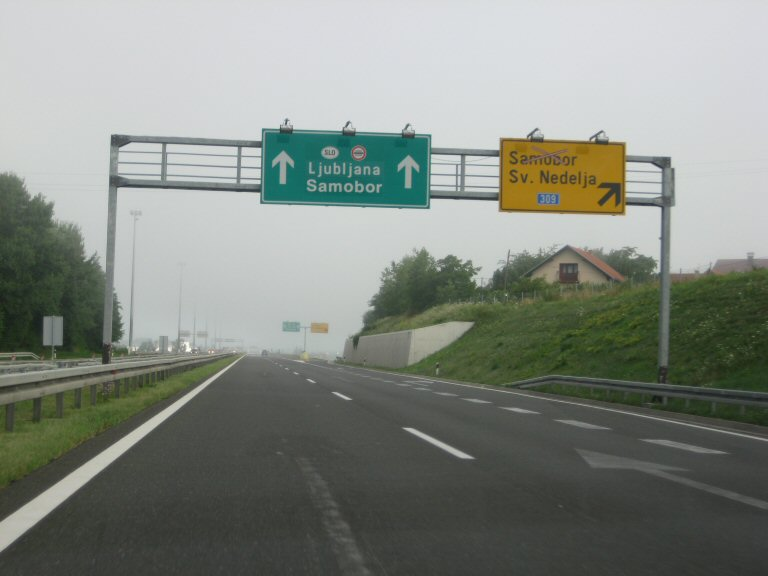
Anschlussstelle in Samobor

In der jugoslawischen Zeit war diese Strecke Teil des Autoput Bratstvo i jedinstvo (‚Autobahn der Einigkeit und Brüderlichkeit‘) und trug die Nummer 1. Wie auch in Slowenien erhielt nach dem Zerfall Jugoslawiens eine andere Autobahn diese Nummer. Bis zum Zerfall Jugoslawiens galt die Strecke als wichtigste Transitroute zwischen Westeuropa und der Türkei. Beim Ausbau wurden entlang der Strecke im Osten Slawoniens historische Gegenstände gefunden, dies verzögerte die endgültige Fertigstellung kurzzeitig.
Die Kosten werden mit 7 Milliarden Kuna beziffert.

## Trivia
Vor dem Zerfall Jugoslawiens wiesen die Wegweiser entlang dieser Autobahn in Richtung Osten nach Belgrad. Während des Unabhängigkeitskrieges wurde auf allen Wegweisern Belgrad durch Lipovac ersetzt, was bei Autofahrern oft zu Verwirrung führte, da der sonst wenig bedeutsame Grenzort Lipovac auf weniger detaillierten Straßenkarten u. U. nicht eingezeichnet ist. Heute wird überwiegend Slavonski Brod, Županja oder Osijek (Abzweig über A5) und östlich von Slavonski Brod vermehrt Belgrad als Richtungsangabe verwendet.

## Verkehrsfreigaben
| Teilstück                                   | Länge     | Freigabe |
| Baubeginn                                   | -         | 1977     |
| Jankomir - Lučko                            | 5,85 km   | 1979     |
| Ivanja Reka - Lipovljani                    | 76,52 km  | 1980     |
| Lučko - Ivanja Reka                         | 22,15 km  | 1981     |
| Lipovljani - Okučani                        | 35,82 km  | 1985     |
| Okučani - Prvča                             | 7,50 km   | 1986     |
| Prvča - Brodski Stupnik                     | 40,56 km  | 1988     |
| Brodski Stupnik - Slavonski Brod-zapad      | 8,80 km   | 1989     |
| Slavonski Brod-zapad - Slavonski Brod-istok | 11,40 km  | 1991     |
| Slavonski Brod-istok - Oprisavci            | 10,90 km  | 1996     |
| Oprisavci - Velika Kopanica                 | 16,9 km   | 1999     |
| Bregana - Jankomir                          | 13,67 km  | 2000     |
| Velika Kopanica - Županja                   | 25,95 km  | 2003     |
| Županja - Lipovac                           | 29,43 km  | 2006     |
| Lipovac - Grenze                            | 0,99 km   | 2006     |
| Gesamt                                      | 306,44 km | 2006     |